# Прапор Шепота (Вижницький район)
Пра́пор Шепота — офіційний символ села Шепіт, Вижницького району Чернівецької області, затверджений 18 січня 2008 р. рішенням Шепітської сільської ради.
Автор — Андрій Гречило.

## Опис
Квадратне полотнище, розділене хвилясто на дві частини — верхня зелена, нижня жовта, на зеленому фоні біля древка — жовтий буковий горішок з листочками.

## Зміст
За основу символа використано мотив з печатки громади з ХІХ ст., який підкреслював місцеві природні особливості. Буковий горішок означає приналежність села до історичної Буковини.